# Jüdischer Friedhof (Hagondange)

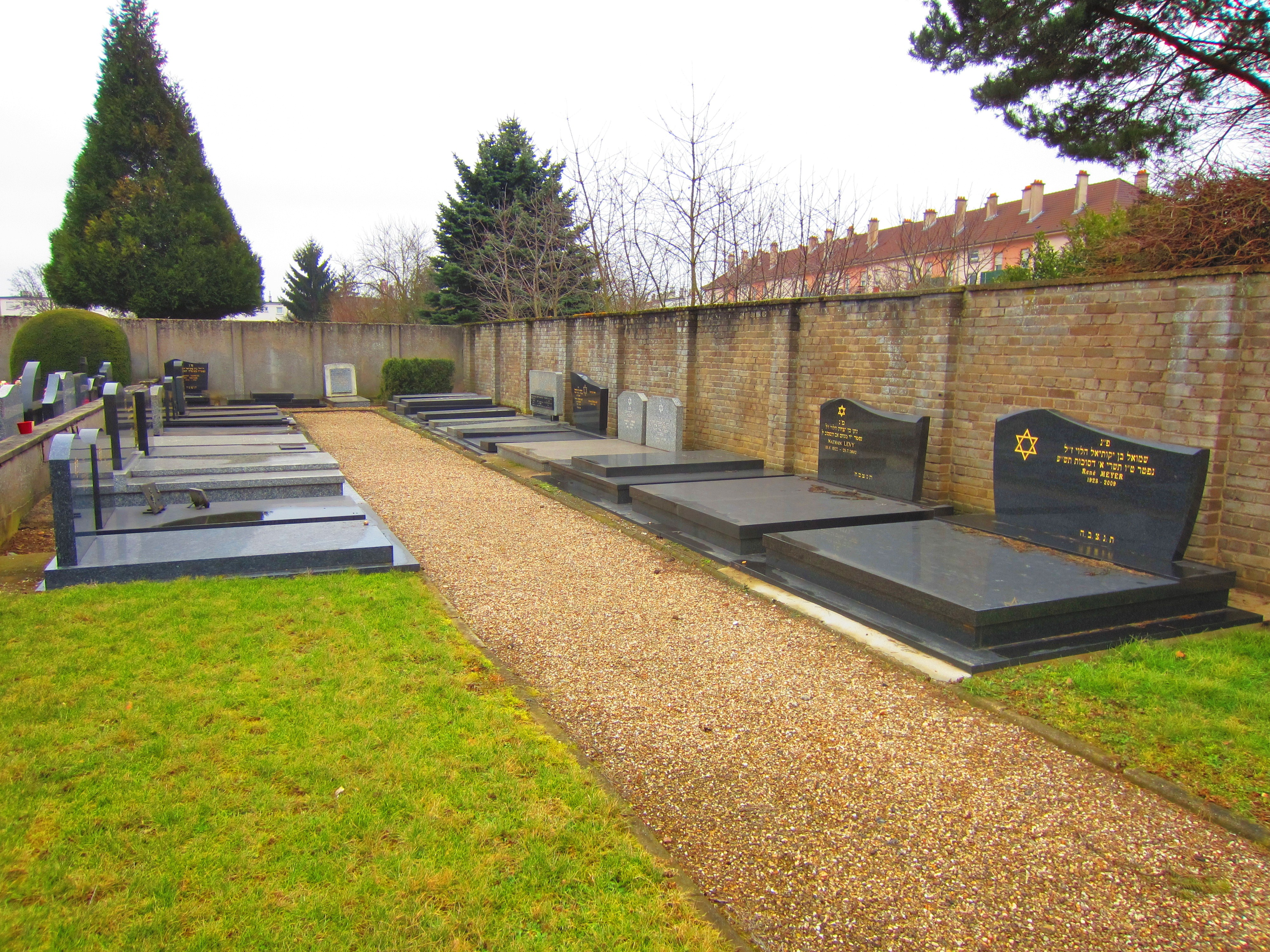
Jüdischer Friedhof in Hagondange

Der Jüdische Friedhof in Hagondange, einer französischen Gemeinde im Département Moselle in der historischen Region Lothringen, wurde als Teil des kommunalen Friedhofs angelegt. Der jüdische Friedhof befindet sich an der Rue du cimetière.